# Un uomo qualunque
Un uomo qualunque (He Was a Quiet Man) è un film drammatico del 2007, scritto, diretto e prodotto da Frank Cappello. Il film vede protagonisti Christian Slater, Elisha Cuthbert e William H. Macy.

## Trama
Bob Maconel è un impiegato solitario e disilluso, che cova l'insana idea di uccidere tutti i propri colleghi. Tuttavia un giorno il suo destino muta radicalmente, facendolo passare da potenziale assassino a involontario eroe. Infatti un altro collega si reca in ufficio con la stessa idea omicida e inizia a sparare ai colleghi. Bob lo fredda con la pistola che si era procurato per compiere la strage, salvando in particolare la vita della bellissima Venessa. L'invisibile Bob Maconel sale quindi agli onori della cronaca, osannato come eroe proprio da coloro che sarebbero state le sue vittime, e promosso di ruolo all'interno della propria azienda.
L'uomo instaura anche una relazione con Venessa, da lui sempre ambita e rimasta paraplegica dopo la sparatoria, che trova nell'uomo un'ancora di salvezza.
Dopo un periodo particolarmente felice, però, le cose sembrano nuovamente peggiorare per Bob, assalito dalla gelosia e tormentato dallo psicologo aziendale, che sembra intuire la verità.
Nel finale, si scopre che tutti gli avvenimenti sono frutto di una fantasia di Bob che, preso dallo scoramento, si spara davanti ai colleghi, decidendo tuttavia di non compiere una strage.